# Silas (ur. 1996)
Silas, właśc. Silas Araújo da Silva (ur. 30 maja 1996 w Pelotas w stanie Rio Grande do Sul) – brazylijski piłkarz, grający na pozycji pomocnika.

## Kariera piłkarska

### Kariera klubowa
Wychowanek klubów Progresso i SC Internacional. W 2015 rozpoczął karierę piłkarską w Internacional, ale nie potrafił przebć się do podstawowego składu. 27 maja 2017 zasilił skład ukraińskiej Zorii Ługańsk. 29 sierpnia 2019 roku został wypożyczony do izraelskiego Hapoelu Ironi Kirjat Szemona.